# Cneorum trimerum
Cneorum trimerum là một loài thực vật có hoa trong họ Cửu lý hương. Loài này được (Urb.) Chodat mô tả khoa học đầu tiên năm 1920 publ. 1921.